# Huascarán
Huascarán (phát âm tiếng Tây Ban Nha: [waskaˈɾan]) là một núi ở tỉnh Yungay (vùng Ancash) của Peru, nằm trong dãy Cordillera Blanca miền tây Andes. Đỉnh chóp nam của Huascarán (Huascarán Sur) là điểm cao nhất của Peru, của toàn mạn bắc Andes (phía bắc hồ Titicaca) và toàn vùng nhiệt đới Trái Đất. Huascarán là núi cao thứ bốn Tây Bán cầu cũng như Nam Mỹ, sau Aconcagua, Ojos del Salado và Monte Pissis. Núi này lấy tên theo Huáscar, một Sapa Inca thế kỷ XVI.

## Địa lý
Núi này có hai đỉnh riêng rẽ, cao nhất là đỉnh nam (Huascarán Sur) với độ cao 6.768 mét (22.205 ft). Đỉnh bắc (Huascarán Norte) cao 6.654 mét (21.831 ft). Giữa hai đỉnh là một vành hóp xuống (gọi là 'Garganta'). Lõi Huascarán, như của hầu hết trong dãy Cordillera Blanca, cấu thành từ đá hoa cương Đại Tân Sinh.
Huascarán nằm trong vườn quốc gia Huascarán và là một điểm leo núi nổi tiếng. Đỉnh núi Huascarán là một trong những điểm xa tâm Trái Đất nhất, chỉ đứng sau Chimborazo ở Ecuador.
Đỉnh Huascarán là nơi mà lực hấp dẫn yếu nhất trên Trái Đất.